# Никола Грънчаров
Никола Димитров Грънчаров е български учител и политик, после съветски юрист.

## Биография
Роден е на 25 октомври 1879 година в град Кюстендил. Завършва Кюстендилското педагогическо училище. Учи право в Загреб, но поради липса на средства завършва само първи курс. От 1897 г. до 1918 г. учителства в Кюстендилско, Дупнишко и Радомирско. Член на БРСДП от 1898 г.
През 1919 – 1920 г. участва в организирането и провеждането на транспортната стачка, след което е уволнен завинаги като учител. През 1920 – 1921 г. се включва в изборите за общински съветници. Кмет е на Кюстендил от 23 ноември 1920 г. до 25 януари 1921 г. на Втората кюстендилска комуна. Кметува само 3 месеца. Краткото време не му позволява разгърне по-голяма дейност, въпреки че е подкрепян от комунистите депутати в XIX обикновено народно събрание Станке Димитров и Тодор Цеков. Под предлог, че кметът Грънчаров е роднина с друг съветник, централната власт разтуря Втората комуна и назначава Тричленна комисия с председател Никола Шопов (22 февруари – 9 април 1921).
След опит за покушение над него през 1924 г. емигрира в Югославия, Австрия и накрая се установява в Москва, СССР (1926). Става член на Всесъюзната комунистическа партия (болшевики), работи в Московска област. Още същата година започва работа като преподавател в Педагогическия техникум в гр. Преслав, Одеска област. През 1928 г. е избран за секретар на Олшанския районен партиен комитет, по-късно е прокурор в Благоевски район и главен редактор на вестник „Комунар“ в Одеса.
Заподозрян, че е противник на сталиновия режим, е разстрелян на 9 октомври 1939 г. Реабилитиран посмъртно на 29 ноември 1955 г.